# Xã Hudson, Quận Newton, Arkansas
Xã Hudson (tiếng Anh: Hudson Township) là một xã thuộc quận Newton, tiểu bang Arkansas, Hoa Kỳ. Năm 2010, dân số của xã này là 327 người.